# Alberta Bonanni
Alberta Bonanni (* 1966 oder 1967 in Udine) ist eine italienische Physikerin und seit 2019 Vizerektorin der Johannes Kepler Universität Linz.

## Leben
Bonanni wurde in Udine geboren. Nach dem Besuch des humanistischen Gymnasiums in ihrer Heimatstadt studierte sie technische Physik an der Universität Triest, was sie 1993 als Dottore der Festkörperphysik in Triest abschloss. Der Titel ihrer Doktorarbeit lautete "Local properties and stability of ZnSe/GaAs heterojunctions". Ab 1994 arbeitete sie als Assistant Researcher am Laboratorio TASC – Area di Ricerca Trieste. Im Jahr 1995 wechselte sie als Assistant Researcher an die University of Minnesota, wo sie am Department of Chemical Engineering and Materials Science arbeitete. Zudem war sie 1995 Staff member der University of Wisconsin. Ein Jahr später ging sie nach Österreich an die Johannes Kepler Universität Linz, wo sie zwischen 1996 und 1998 zunächst als Assistant Researcher beschäftigt war. Zwischen 1996 und 1999 durchlief sie zudem ein PhD-Programm der Universität Linz und arbeitete von 1998 bis 1999 als Universitätsassistentin im Bereich Festkörperphysik der Universität Linz. Zwischen 1999 und 2008 war Bonanni als Assistenzprofessorin angestellt und habilitierte 2008 an der Universität Linz. Sie war in der Folge von Mai 2008 und April 2016 assoziierte Professorin und wurde 2016 Professorin am Institut für Halbleiter- und Festkörperphysik, Abteilung Festkörperphysik. Seit Oktober 2019 ist Bonanni Vizerektorin für Forschung, Genderangelegenheiten und Internationales.
Bonanni ist verheiratet und Mutter zweier Söhne.

## Forschungsschwerpunkte
Alberta Bonnanis Forschungsschwerpunkte liegen in den Bereichen
- der MOVPE von III-Nitriden
- Semimagnetischer Halbleiter
- LED/Laserstrukturen im IR und tiefem UV
- Spin-Bahn-Kopplung
- Synchrotronstrahlung
- Point Contact Andrea Reflection (PCAR)

## Schriften (Auswahl)
- Novel aspects of diluted and digital magnetic heterostructures. Dissertation, Linz 1999
- Acceptors and magnetic ions in wide gap semiconductors - homogeneous doping vs. superstructures formation. Habilitations-Schrift, Linz 2008

## Auszeichnungen
- Karlheinz-Seeger-Preis der Österreichischen Physikalische Gesellschaft (2000)
- Oberösterreichischer Forscherinnen Award, Sonderpreis für Internationalität (2012)
- Ritter des Verdienstordens der Italienischen Republik (2016)
- Staatspreis Patent (2016)